# Bni Leit
Bni Leit  (in arabo بني ليت‎?) è un centro abitato e comune rurale del Marocco situato nella provincia di Tétouan, regione di Tangeri-Tetouan-Al Hoceima. Conta una popolazione di 5 324 abitanti (censimento 2014).